# SStB Admont - Lipoglau
Az SStB  Admont - Lipoglau egy szerkocsisgőzmozdony-sorozat volt az osztrák-magyar Südlichen Staatsbahn-nál.
A kilenc mozdonyt a WRB mozdonygyára építette 1845-ben, tehát még a 2A sorozat (lásd SStB Gratz - Laibach) szállítása alatt. A mozdonyok a „ADMONT“, „ADRIA“, „LEITERSBERG“, „DRAU“, „KÄRNTEN“, „KRAIN“, „STRASS“, „ENNS“ és „LIPOGLAU“ neveket kapták.
A sorozat mozdonyai az Államvasutak 1858-as privatizációja során a Déli Vasút tulajdonába kerültek, ahol 831-836 és 865-873 pályaszámokat kaptak sorozatjel nélkül. 1860-ban selejtezték  őket.

## Fordítás
- Ez a szócikk részben vagy egészben  a   SStB – Admont bis Lipoglau című német Wikipédia-szócikk fordításán alapul.  Az eredeti cikk szerkesztőit annak laptörténete sorolja fel. Ez a jelzés csupán a megfogalmazás eredetét és a szerzői jogokat jelzi, nem szolgál a cikkben szereplő információk forrásmegjelöléseként. -Az eredeti szócikk forrásai szintén ott találhatóak.